# Royal Ontario Museum

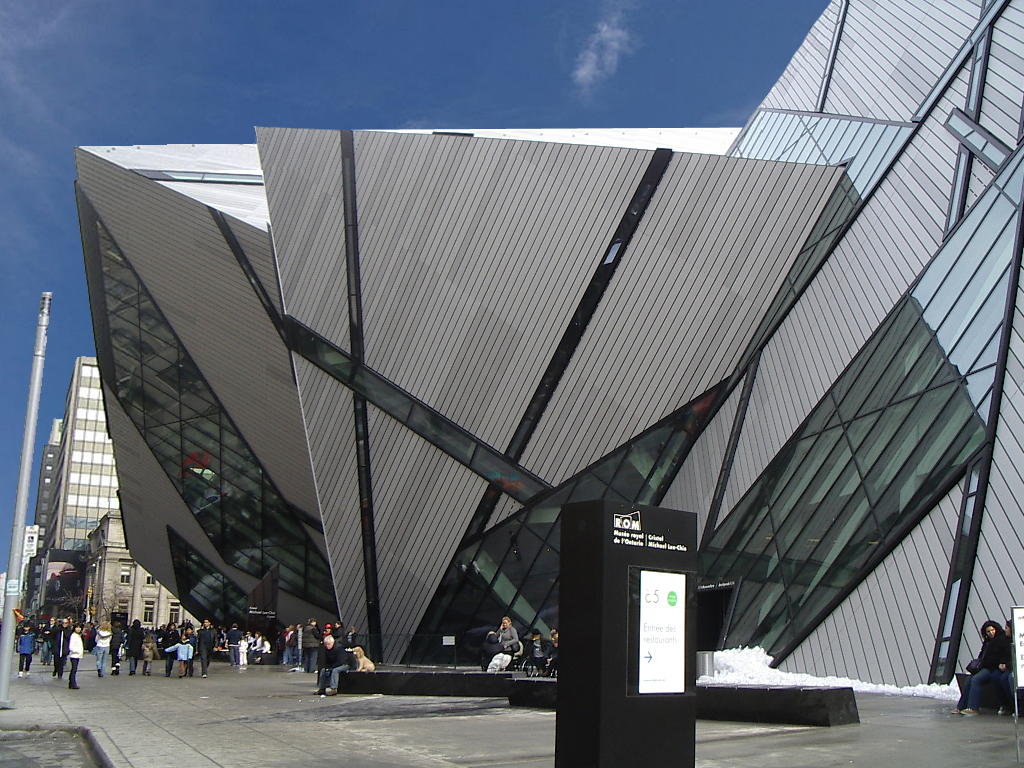
Uitbreiding van het Royal Ontario Museum met moderne gevel

Het Royal Ontario Museum (ROM) is een museum in Toronto (Ontario, Canada). Het museum richt zich op natuurlijke historie en wereldculturen. Door medewerkers van het museum wordt wereldwijd onderzoek verricht. De collectie bestaat uit circa zes miljoen objecten. Het museum bevat meer dan veertig galerieën op vier verdiepingen met een totale oppervlakte van ruim 65.000 m². Sinds 2000 is William Thorsell de directeur en bestuursvoorzitter. Tussen 1991 en 1997 was John McNeill directeur.

## Geschiedenis
Rond 1900 vond een kleine groep mensen dat Toronto een museum met een internationale reputatie zou moeten hebben. Invloedrijke mensen haalden de provinciale regering van Ontario en de University of Toronto over om het toekomstige museum te financieren.
Het Royal Ontario Museum werd formeel opgericht op 16 april 1912 toen de Royal Ontario Museum Act door de provinciale regering van Ontario werd aangenomen. Arthur, hertog van Connaught en Strathearn verrichtte de opening van het museum voor het publiek op 19 maart 1914.
Het architectenbureau Pearson and Darling was verantwoordelijk voor de bouw van het eerste gebouwd van het ROM, dat nu de westelijke vleugel van het huidige museumcomplex vormt. Dit gebouw huisvestte oorspronkelijk vijf aparte musea: ROM of Archaeology (archeologie), ROM of Palaeontology (paleontologie), ROM of Mineralogy (mineralogie), ROM of Zoology (zoölogie) en ROM of Geology (geologie).
Aan het eind van de jaren twintig was duidelijk geworden dat de huisvesting van het museum te klein was geworden. Op 12 oktober 1933 werd er een nieuwe vleugel van het museum geopend.
In 1955 werden de vijf oorspronkelijke musea samengevoegd in een enkele organisatie. In 1968 werd het ROM losgekoppeld van de University of Toronto en voortaan viel het museum onder het bestuur van de provinciale regering.
In 1978 begon een renovatie waarvoor 55 miljoen Canadese dollar was gereserveerd. Het doel was om meer plaats te bieden aan de toegenomen onderzoeksactiviteiten en de uitgebreide collecties. Een nieuw conserveringscentrum, een nieuwe bibliotheek en andere faciliteiten zouden verrijzen. In 1984 opende koningin Elizabeth II de Terrace Galleries, de nieuwe tentoonstellingsruimte.
Op 3 juni 2007 opende het museum de Michael Lee-Chin Crystal, een nieuw gebouw dat wordt gezien als een architectonisch hoogstandje. Daniel Libeskind was verantwoordelijk voor het ontwerp, dat is geïnspireerd op de mineralencollectie. Het gebouw is mogelijk gemaakt door een gift van dertig miljoen dollar van Michael Lee-Chin. Circa 25% van het gebouw bestaat uit glas. Er zijn geen verticale wanden.

## Collecties

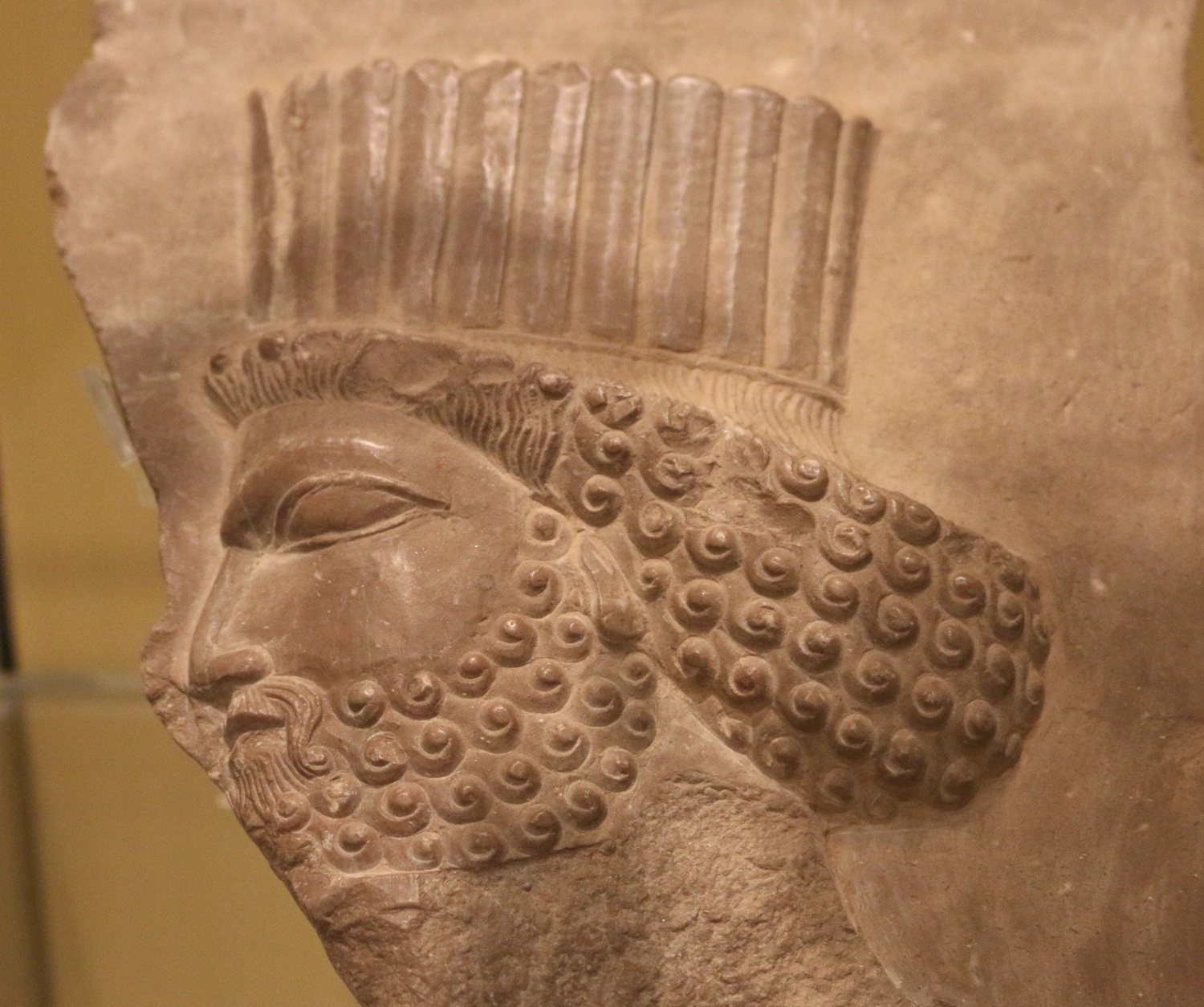
Perzische kunstwerk van de 5e eeuw v.Chr in Royal Ontario Museum

In het museum zijn permanente tentoonstellingen en tijdelijke tentoonstellingen te zien in de World Culture Galleries, de Natural History Galleries en de Hands-on Galleries.
World Culture Galleries zijn tentoonstellingen met betrekking tot wereldculturen. De Bishop White Gallery of Chinese Temple Art toont Chinese tempelkunst uit de Yuan-dynastie, tempelmuurschilderingen uit Shanxi en houten beelden van bodhisattva's uit de twaalfde tot vijftiende eeuw. De Daphne Cockwell Gallery of Canada: First Peoples toont kunst en gebruiksvoorwerpen van de oorspronkelijke bevolking van Canada. Onder meer werk van de Canadese kunstschilder Paul Kane is er te zien. De Sigmund Samuel Gallery of Canada toont de geschiedenis van Canada. Onder meer kunst en gebruiksvoorwerpen worden getoond. Een schilderij van Benjamin West wordt getoond: The Death of General Wolfe. De Joey and Toby Tanenbaum Gallery of China toont gebruiksvoorwerpen en kunst uit China van de prehistorie tot de achttiende eeuw. De Gallery of Korea toont Koreaanse kunst en gebruiksvoorwerpen van de derde tot de twintigste eeuw. De Matthews Family Court of Chinese Sculpture toont beelden van brons, ijzer, keramiek en hout uit China. De Prince Takamado Gallery of Japan toont Japanse keramiek, religieuze beelden, objecten van de Japanse theeceremonie, tekeningen, schilderijen, Japans lakwerk en harnassen. De ROM Gallery of Chinese Architecture richt zich op Chinese architectuur. Hier bevinden zich een graftombe uit de Ming-dynastie en een reconstructie van een gedeelte van de inrichting van het keizerlijke paleis in de Verboden Stad. De A.G. Leventis Foundation Gallery of Ancient Cyprus toont voorwerpen uit de geschiedenis van Cyprus. De nadruk ligt op kunst die is gecreëerd tussen de bronstijd en het Hellenistische tijdperk in een periode die loopt van 2200 v.Chr. tot 30 v.Chr. De Shreyas and Mina Ajmera Gallery of Africa, the Americas and Asia-Pacific toont kunst en cultuur van de inheemse bevolking van Afrika, Amerika, Azië en Oceanië. De Sir Christopher Ondaatje South Asian Gallery toont kunst en cultuur uit Zuid-Azië. Hier zijn onder meer voorwerpen uit de Indusbeschaving, de Shunga-dynastie en boeddhistische kunst te zien. De Wirth Gallery of the Middle East richt zich op de geschiedenis van de beschavingen uit de Vruchtbare Sikkel en omliggende gebieden. De getoonde voorwerpen komen uit de periode van het Paleolithicum tot 1900. Galleries of Africa: Egypt toont artefacten uit het Oude Egypte. De Gallery of the Bronze Age Aegean toont voorwerpen uit de Cycladische beschaving, de Minoïsche beschaving, de Myceense beschaving en de duistere eeuwen. De Gallery of Greece richt zich op de Archaïsche periode, de Klassieke periode en de Hellenistische periode van het Oude Griekenland. Samuel European Galleries toont kunst uit West- en Midden-Europa van de Middeleeuwen tot vandaag. Onder meer art deco is te zien. De Patricia Harris Gallery of Textiles & Costume toont een internationaal georiënteerde collectie van textiel en kostuums. De kleding dateert van de eerste eeuw v.Chr. tot de 21e eeuw.
Natural History Galleries zijn tentoonstellingen met betrekking tot de natuurlijke historie. De Bat Cave is een door te lopen diorama, waar vleermuizen, slangen en spinnen zijn te zien. De Bat Cave is gebaseerd op onderzoek van wetenschappers van het museum aan de St. Clair Cave in Jamaica. De Reed Gallery of the Age of Mammals geeft een overzicht van zoogdieren uit de prehistorie. Er worden meer dan vierhonderd Noord- en Zuid-Amerikaanse specimens getoond, waaronder dertig fossiele skeletten van uitgestorven zoogdieren en ruim honderdzestig specimens van niet-zoogdieren uit het Cenozoïcum. Daarnaast zijn er fossielen van planten, insecten, koraal, vissen, schildpadden en kleinere zoogdieren. De Gallery of Birds toont opgezette vogels en mini-diorama's over uitgestorven vogels. James and Louise Temerty Galleries of the Age of Dinosaurs toont fossielen, skeletten en botten van dinosauriërs en andere fossiele reptielen, vogels, zoogdieren, insecten en planten uit het Jura en het Krijt. Er zijn onder meer skeletten en botten van Barosaurus, Albertosaurus, Corythosaurus, Parasaurolophus, Tyrannosaurus en Triceratops. Ook heeft het museum een collectie fossielen uit de Burgess Shale.
Hands-on Galleries zijn tentoonstellingen die mensen op een interactieve manier kennis laat maken met de collectie en het onderzoek van het museum. De Patrick and Barbara Keenan Family Gallery of Hands-on Biodiversity heeft de bedoeling om mensen op een interactieve manier kennis te laten maken met de biodiversiteit op aarde. De CIBC Discovery Gallery is een interactief speelparadijs die de allerjongsten kennis laat maken met wereldculturen en natuurlijke historie. De Digital Gallery ontsluit op een digitale manier de collecties en kennis die binnen het museum aanwezig zijn.

## Wetenschappelijk onderzoek
Het Royal Ontario Museum heeft op het gebied van wetenschappelijk onderzoek een internationale reputatie. Het museum heeft het grootse velwerkprogramma van alle onderzoeksinstituten in Canada. Het museum houdt zich in de hele wereld bezig met onderzoeks- en beschermingsactiviteiten van de natuur en het werelderfgoed. Voor literatuuronderzoek beschikt het museum over een bibliotheek. Het Institute for Contemporary Culture (ICC) houdt zich bezig met contemporaine geschiedenis.
Het Department of World Cultures (afdeling wereldculturen) houdt zich onder meer bezig met onderzoek in West-Azië, het Verre Oosten, Griekenland, Italië, Canada en Zuid-Amerika. Kunsthistorici, archeologen en etnologen maken deel uit van de wetenschappelijke staf van het museum. De nieuwsbrief Archaeological Newsletter informeert over de archeologische verrichtingen van het museum.
Het Department of Natural History houdt zich bezig met botanie, entomologie, herpetologie, ichtyologie, studie van ongewervelden, mammalogie, mycologie, ornithologie, paleontologie van gewervelden en ongewervelden, geologie en mineralogie. Er wordt actief onderzoek gedaan naar biodiversiteit, evolutiebiologie, biogeografie en bescherming van levende soorten. Ook wordt er onderzoek gedaan naar fossiele planten en fossiele dieren. Daarnaast is het museum betrokken bij onderzoek en het verkrijgen van mineralen, edelstenen, meteorieten en gesteenten.
Het Royal Ontario Museum geeft boeken uit met betrekking tot het museum, de collecties en het onderzoek. Mogelijke onderwerpen zijn Canadees erfgoed, kunstgeschiedenis, archeologie, natuurlijke historie, paleontologie en aardwetenschappen. Deze boeken zijn onder andere verkrijgbaar in de museumwinkel. ROM magazine is een tijdschrift, dat de leden van het museum vier keer per jaar informeert over de activiteiten.

## Fotogalerij

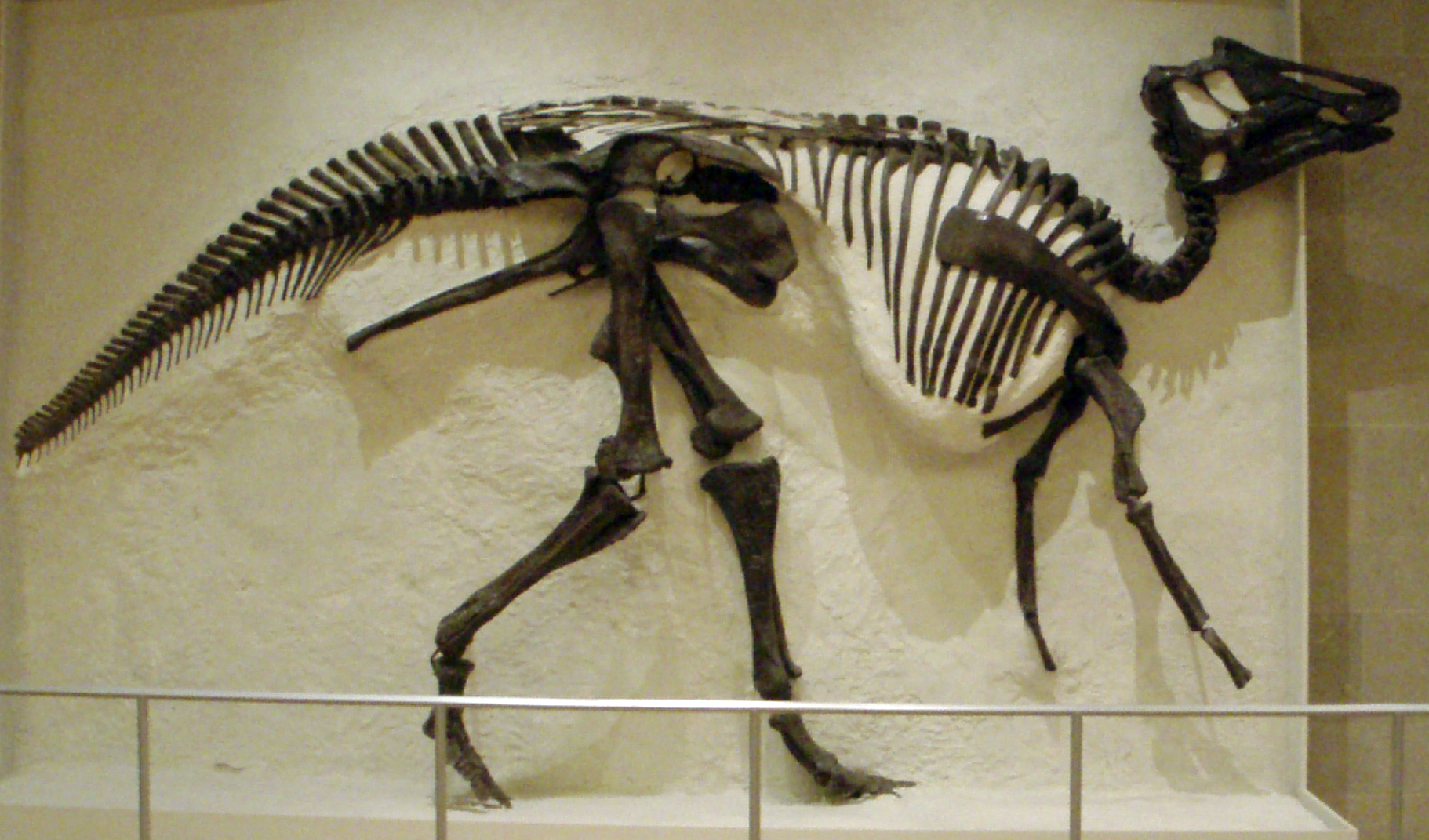
Skelet van Hadrosaurus
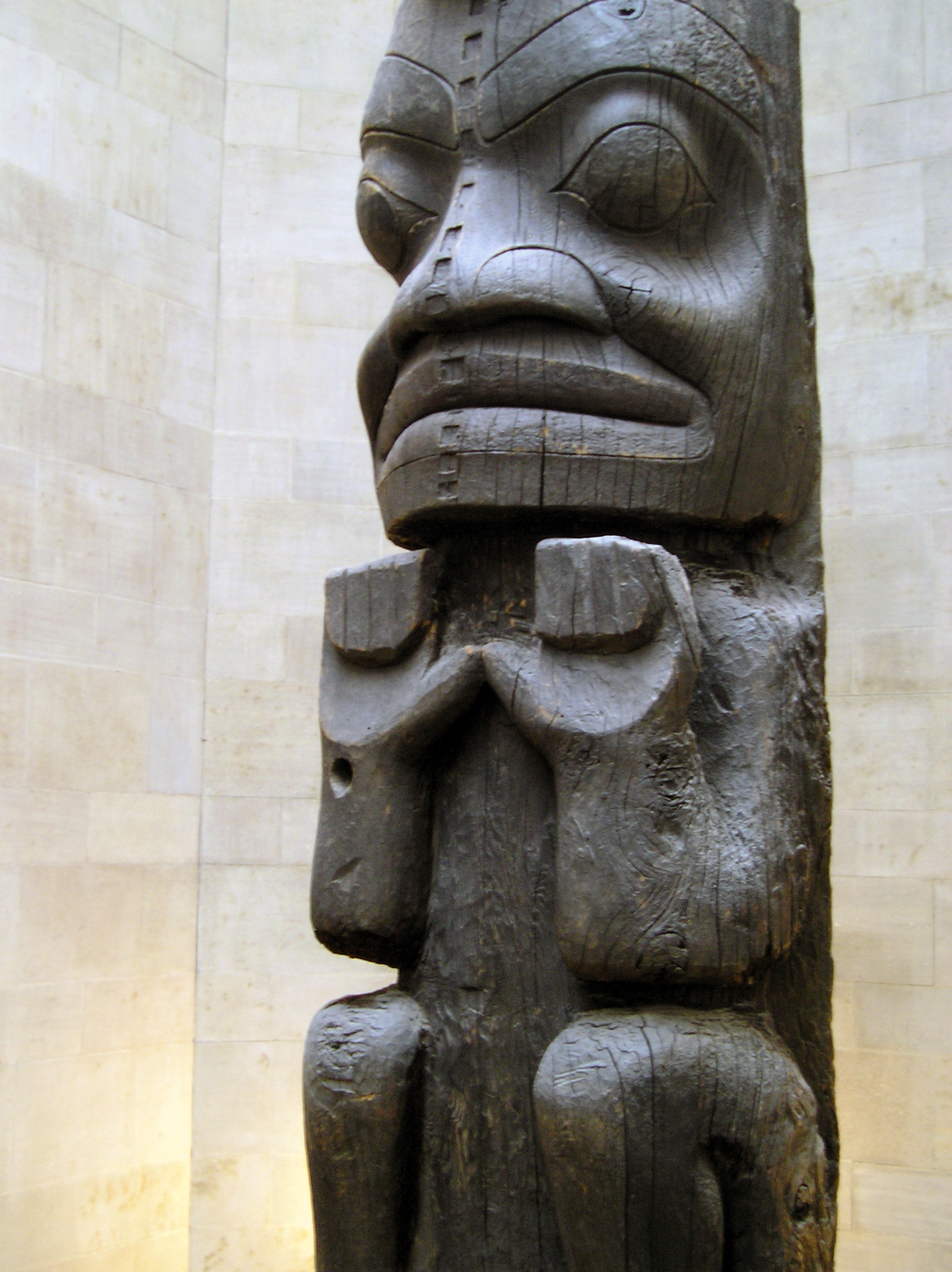
Totempaal van Haida
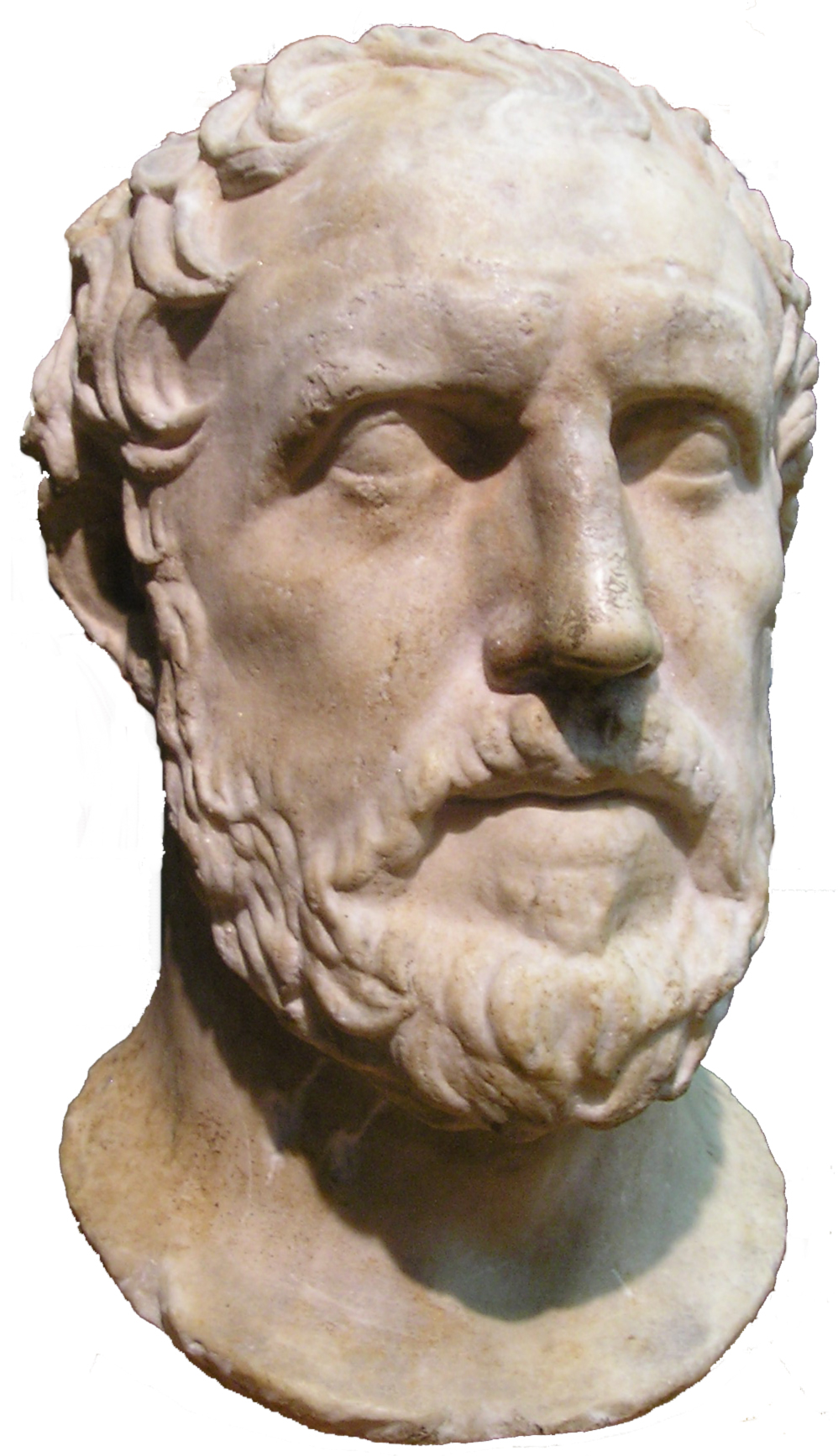
Buste van Thucydides
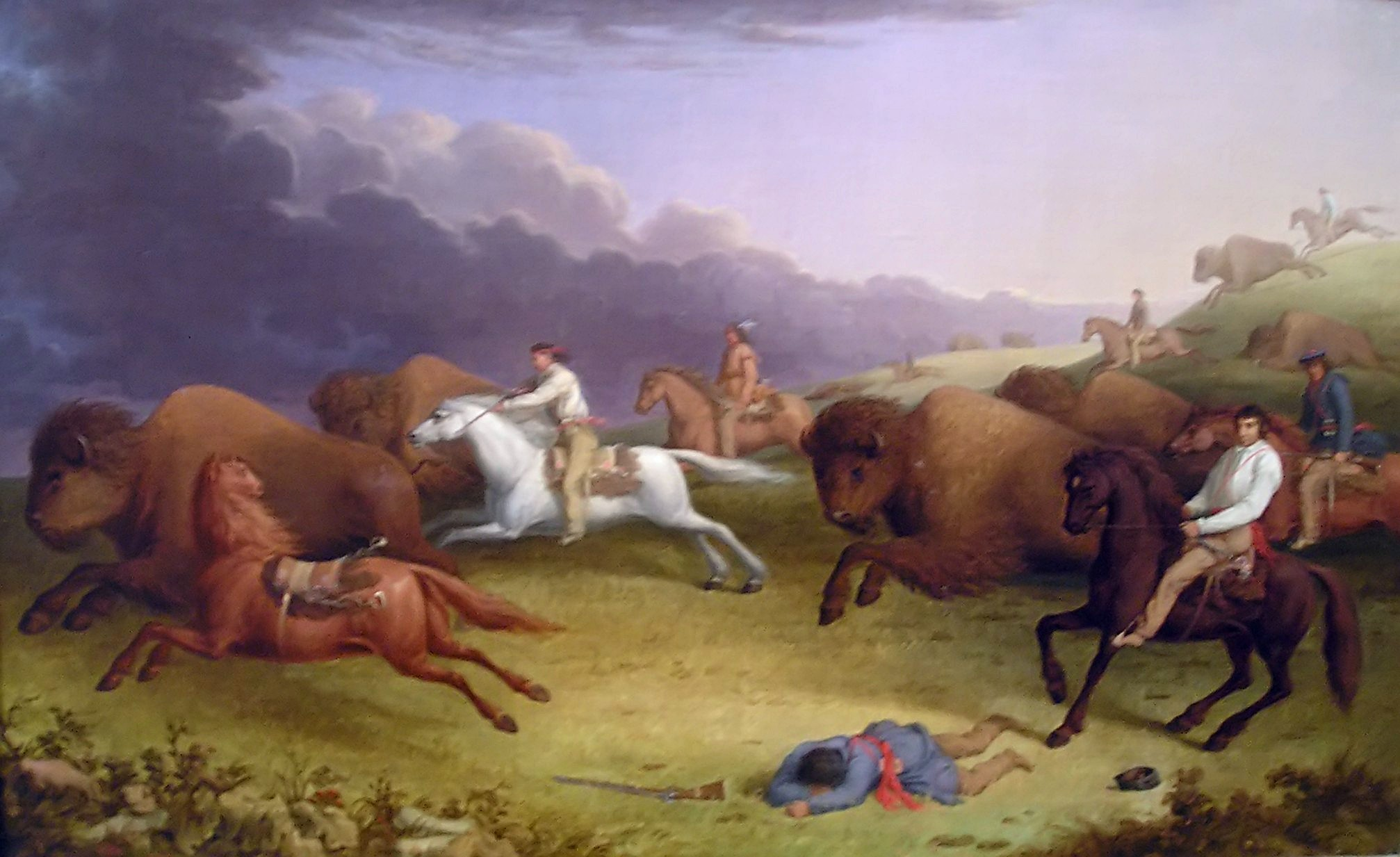
Schilderij van Paul Kane
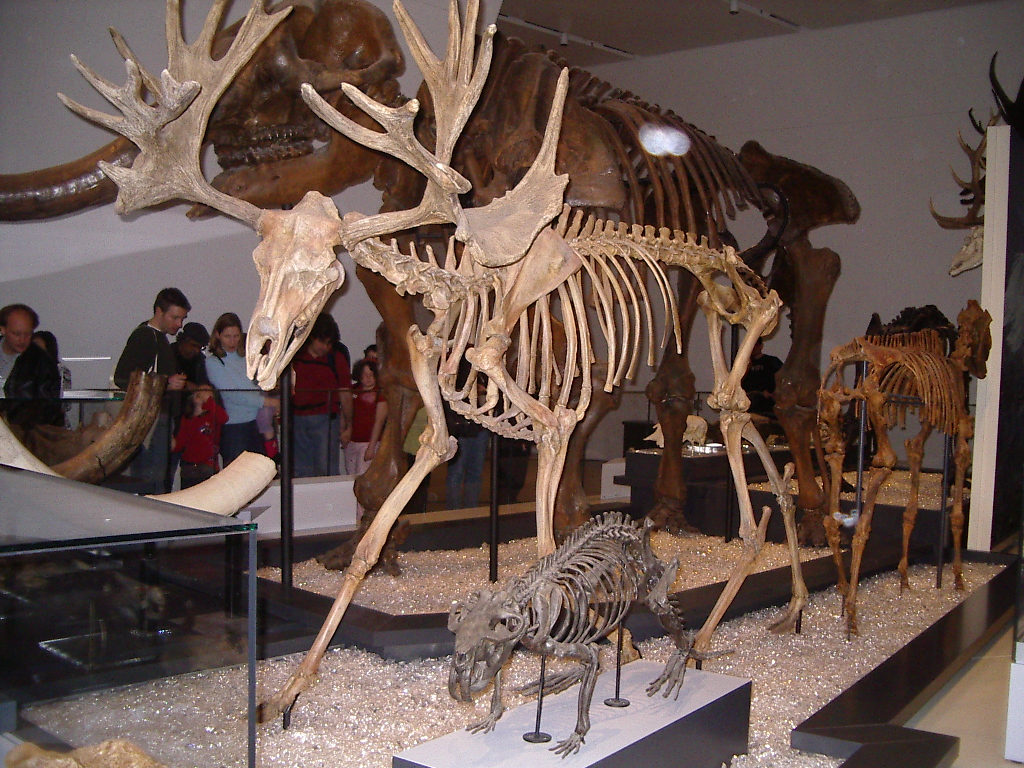
Skelet van Cervalces scotti
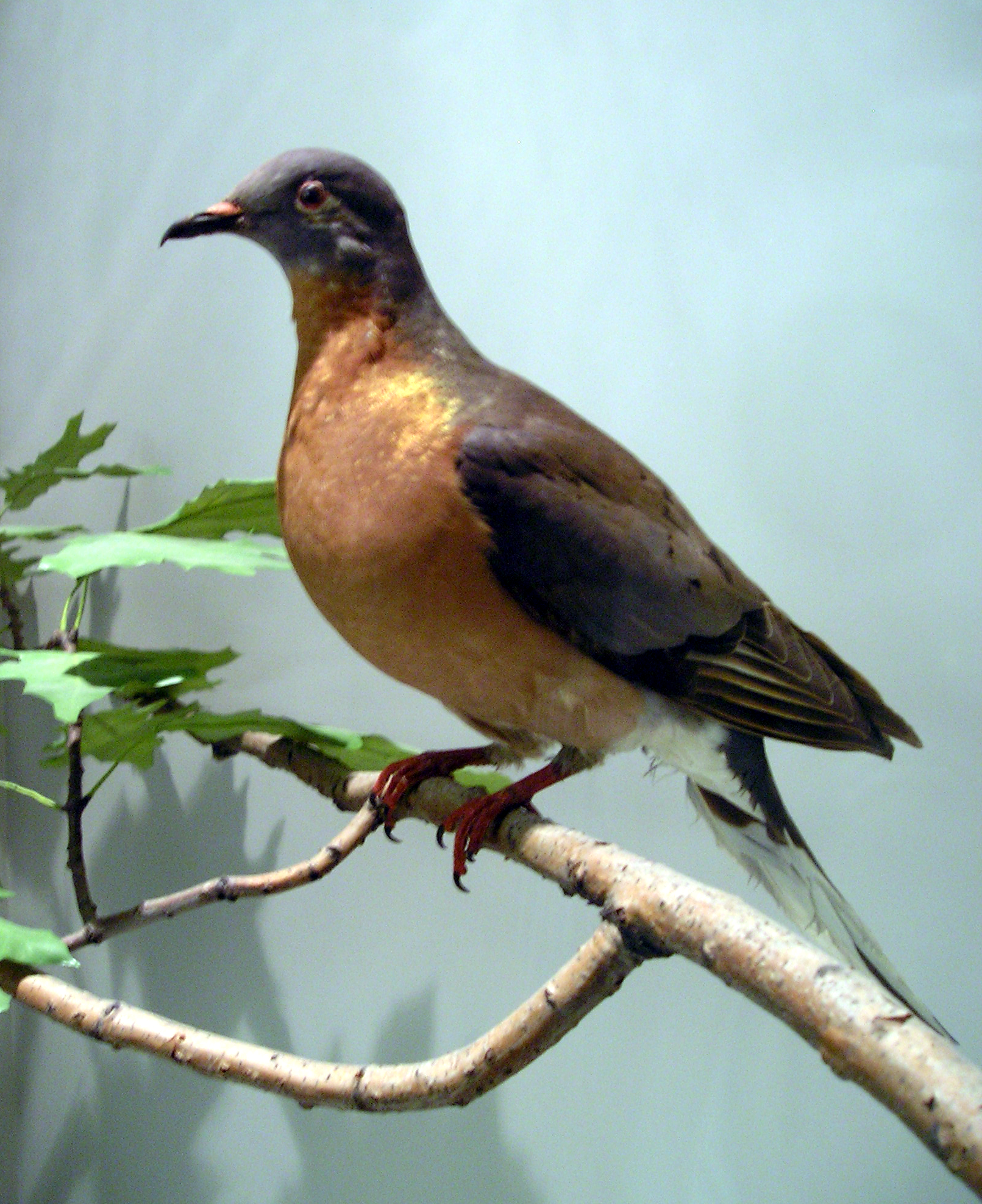
Opgezette trekduif
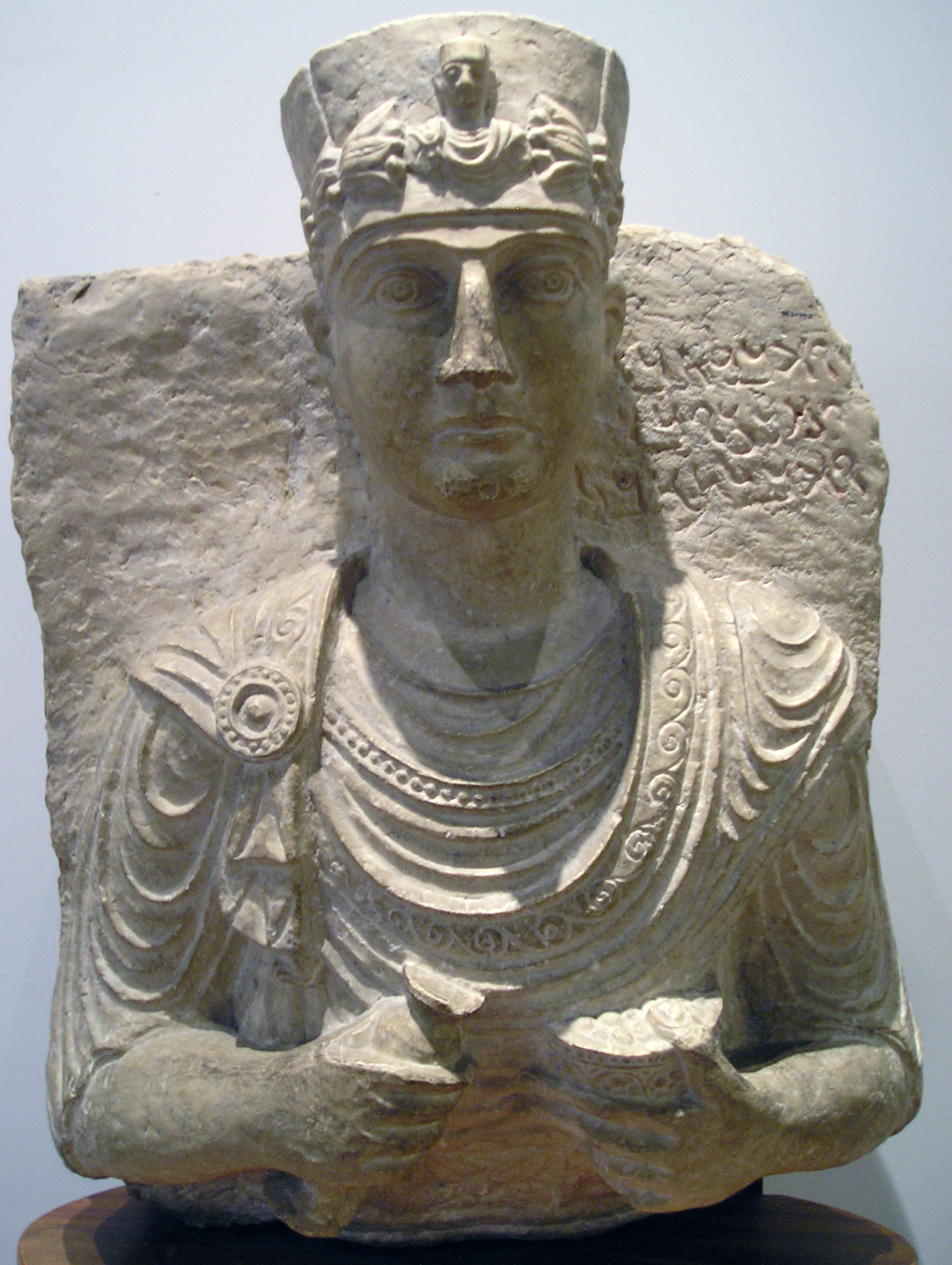
Grafsteen uit Palmyra (2e eeuw)
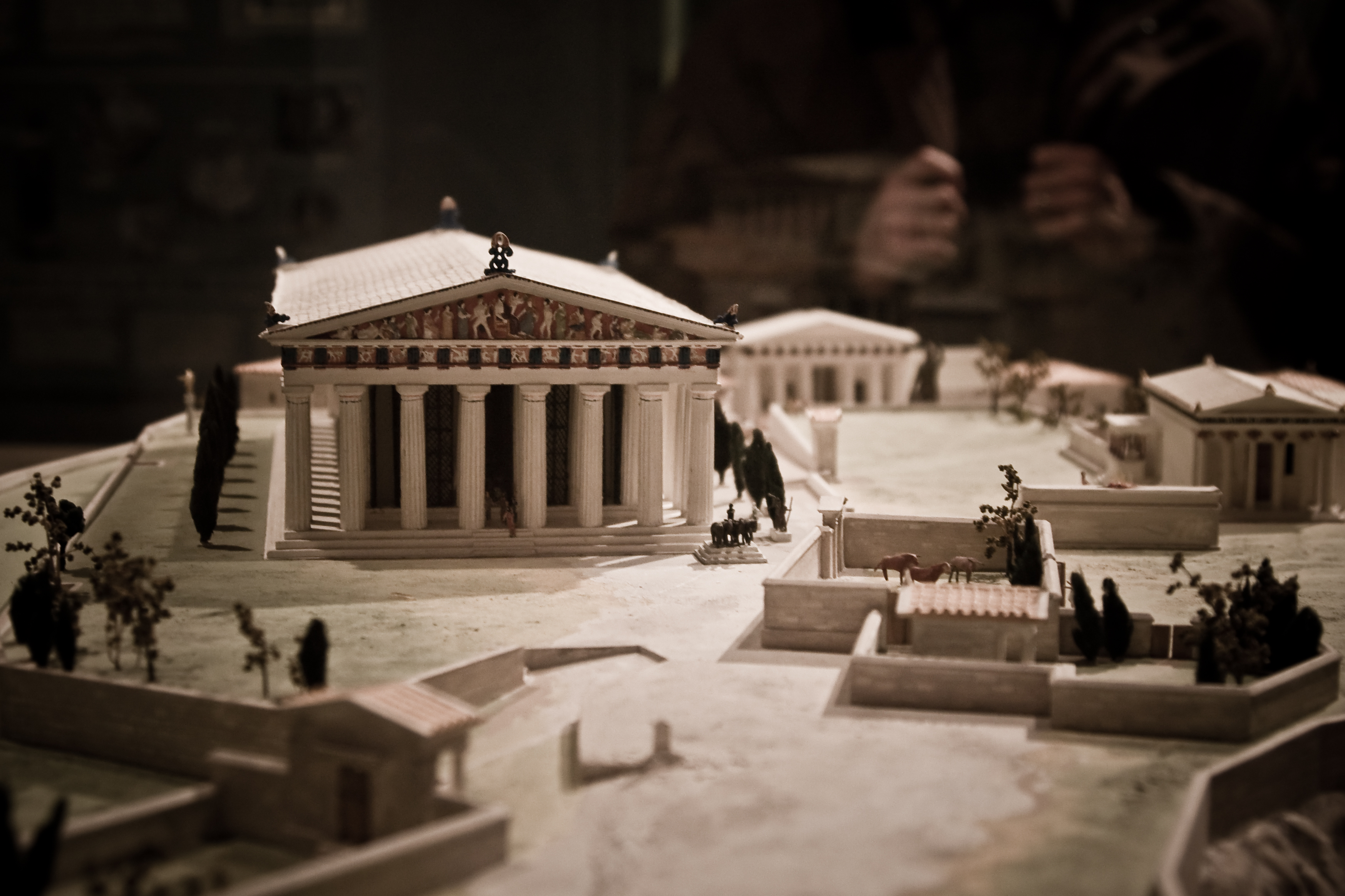
Schaalmodel van de Akropolis van Athene